# آگوستین دی آندا
آگوستین دی آندا (انگلیسی: Agustín de Anda; ۱۳ اوت ۱۹۳۳ – ۲۹ مهٔ ۱۹۶۰) بازیگر، و بازیگر سینما اهل مکزیک بود.